# Viliame Toma
Viliame Toma (22 gennaio 1979) è un ex calciatore figiano, di ruolo difensore.

## Carriera

### Club
Ha giocato tutta la carriera nel campionato figiano.

### Nazionale
Ha debuttato in Nazionale nel 2001. Ha partecipato, con la Nazionale, alla Coppa delle nazioni oceaniane 2004.